# Senador Alexandre Costa
Senador Alexandre Costa este un oraș în unitatea federativă Maranhão (MA), Brazilia. Municipiul Senador Alexandre Costa a fost creat la data de 10 noiembrie 1994 prin separarea de orașul Governador Eugênio Barros. Municipiul Senador Alexandre Costa poartă numele lui Alexandre Alves Costa (1918 - 1998), om politic brazilian.   